# Johann Winter von Güldenborn

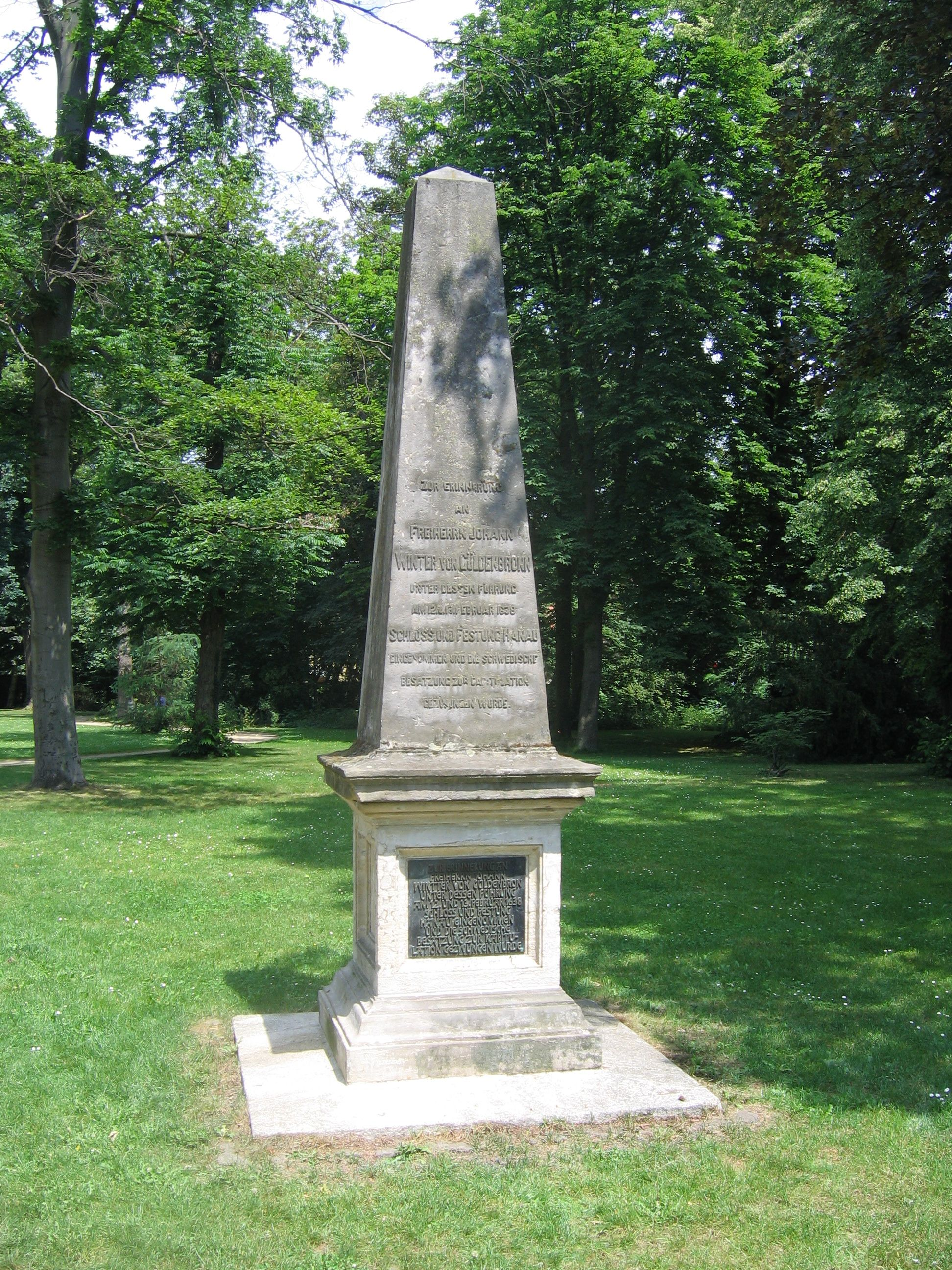
Gedenkstein für Johann Winter von Güldenborn im Schlossgarten Hanau

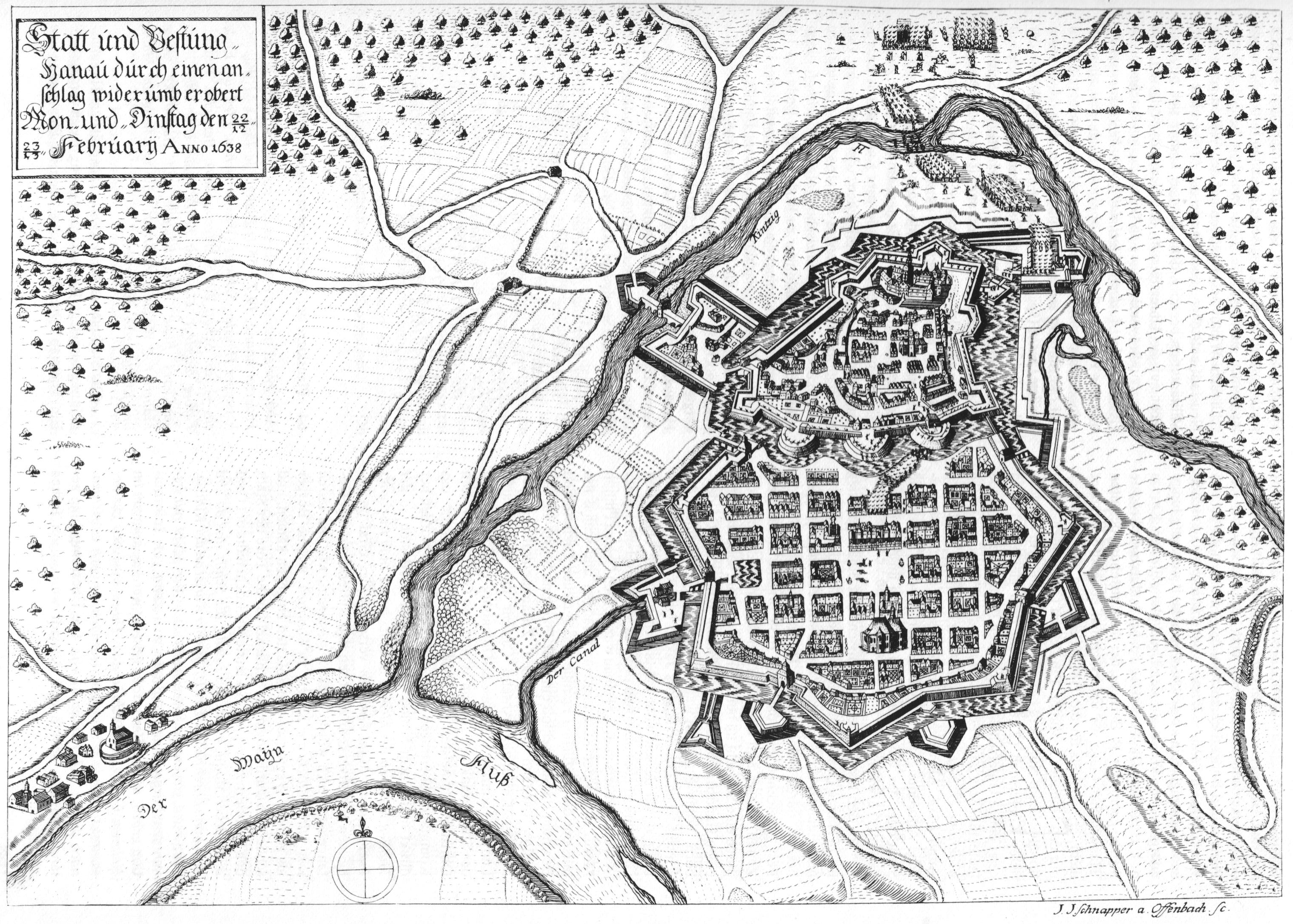
Eroberung Hanaus im Handstreich, Kupferstich aus dem 17. Jahrhundert.

Johann Winter von Güldenborn (seltener Güldenbronn, * 1595 in Birstein; † 16. Mai 1668 in Gelnhausen) war Militär und Verwaltungsbeamter in einer Reihe von Territorien des Rhein-Main-Gebietes.

## Familie
Er wurde als Johann Winter 1595 im isenburgischen Birstein geboren.
Ein Sohn von ihm, Johann Conrad von Güldenborn (1642–1708), war Rittmeister in braunschweigischem und lothringischem Militärdienst.

## Eroberung der Festung Hanau
Der regierende Graf von Hanau-Münzenberg, Philipp Moritz, war, nachdem er beim Herannahen von König Gustav II. Adolf die kaiserliche Sache verlassen hatte, nach der Schlacht bei Nördlingen mit seiner Familie zunächst in die Niederlande geflohen. In der Stadt Hanau hielt sich über Jahre weiter der schwedische General Jakob von Ramsay als Kommandant. Er blieb auch in der Festung Hanau, als es Graf Philipp Moritz 1637 gelang, sich mit dem Kaiser auszusöhnen, wieder auf dessen Seite zu wechseln und nach Hanau zurückzukehren. General Ramsay setzte den Grafen einfach in seinem Schloss in Hanau fest. Er machte sich offensichtlich Hoffnung darauf, in Hanau-Münzenberg den Grafen als Landesherren zu beerben.
Am 12. Februarjul. / 22. Februar 1638greg. aber bemächtigten sich durch einen militärischen Handstreich, getragen von befreundeten Mitgliedern des Wetterauer Grafenvereins und durchgeführt durch den Major Johann Winter, mit dem Grafen befreundete Mächte der Festung. Am frühen Morgen drangen Winters Soldaten an der Herrnmühle in die Festung ein, befreiten zunächst den im Stadtschloss festgesetzten Grafen und besetzten die Befestigungswerke der Altstadt. Die Besatzung geriet dadurch in eine aussichtslose Lage, weil die Neustadt gegenüber der Altstadt unbefestigt war. General Ramsay wurde nun selbst verhaftet und nach Dillenburg gebracht, wo er eineinhalb Jahre später den Verletzungen, die er bei dieser Aktion erlitten hatte, erlag. Graf Philipp Moritz wurde wieder in die Regierung eingesetzt.

## Karriere

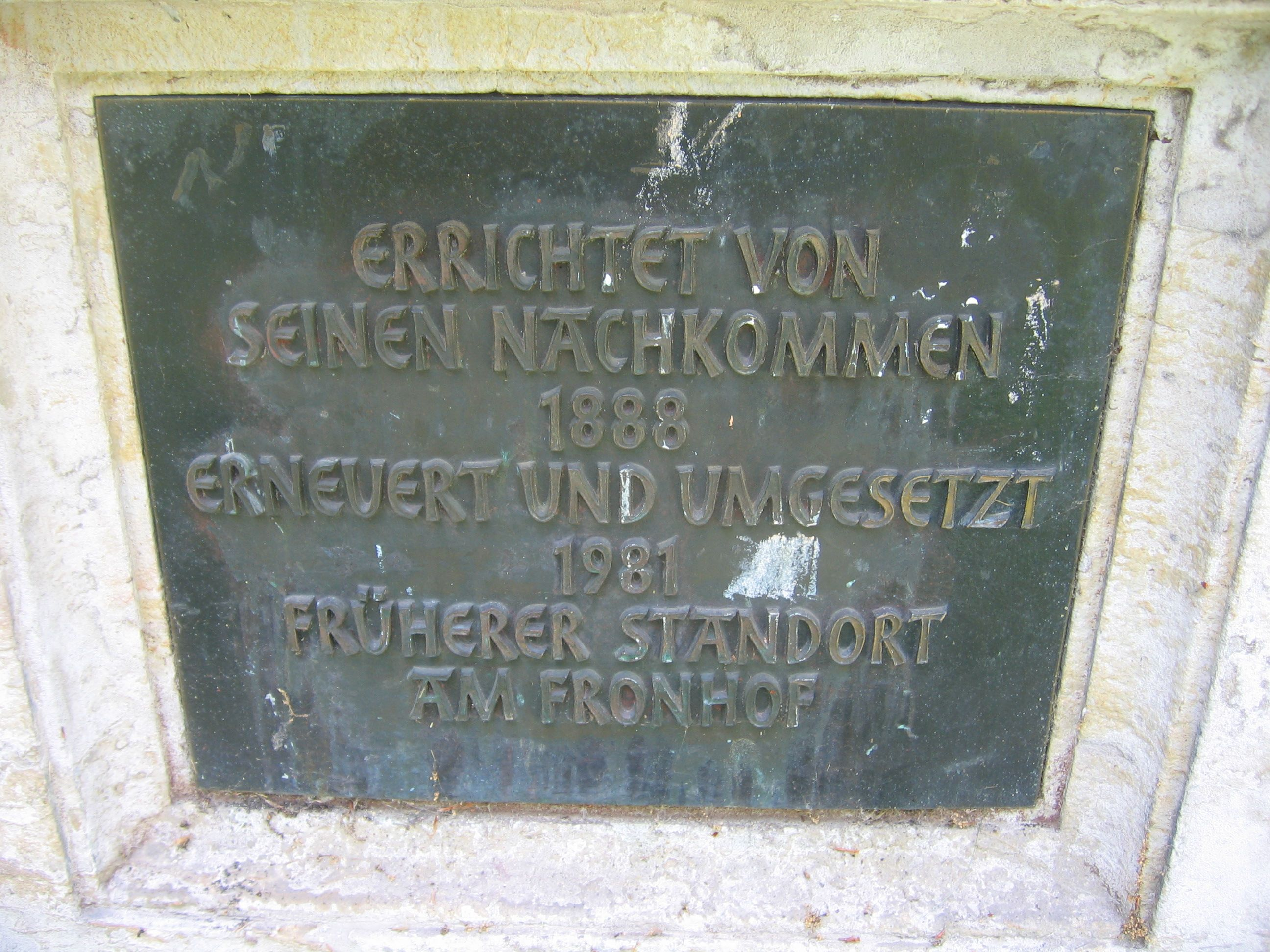
Inschrift am Gedenkstein

Johann Winter wurde für diesen militärischen Handstreich durch Kaiser Ferdinand III. noch im selben Jahr in den erblichen Adelsstand versetzt und nannte sich nun Johann Winter von Güldenborn. Nacheinander wurde er kaiserlicher Kommandant in Hanau, Oberlahnstein und auf der Burg Friedberg.
Nach dem Krieg begann er eine zivile Karriere, zunächst als Amtmann in Neuenhain in kurmainzisch-kurpfälzischen Diensten. 1667 wurde er Amtmann und Reichsschultheiß in Gelnhausen in kurpfälzisch-hanauer Diensten. Dort starb er kurze Zeit später am 16. Mai 1668.

## Denkmal
Ein Kupferstichbildnis des Johann Winter von Güldenborn hat der Frankfurter Künstler Sebastian Furck geschaffen.
Die Nachkommen des Johann Winter von Güldenborn setzten ihm im 19. Jahrhundert ein Denkmal, das nach mindestens zwei Ortswechseln – zuletzt 1991 – heute im Schlossgarten in Hanau steht. Es handelt sich um ein Kulturdenkmal aufgrund des Hessischen Denkmalschutzgesetzes aus künstlerischen und geschichtlichen Gründen.